# (2900) Luboš Perek
(2900) Luboš Perek (1972 AR; 1974 OZ; 1974 QF3) ist ein ungefähr 13 Kilometer großer Asteroid des äußeren Hauptgürtels, der am 14. Januar 1972 vom tschechischen (damals: Tschechoslowakei) Astronomen Luboš Kohoutek an der Hamburger Sternwarte in Hamburg-Bergedorf (IAU-Code 029) entdeckt wurde. Er gehört zur Eos-Familie, einer Gruppe von Asteroiden, die nach (221) Eos benannt ist.

## Benennung
(2900) Luboš Perek wurde nach dem tschechisch-tschechoslowakischen Astronomen Luboš Perek (1919–2020) benannt. Er ist für seine Arbeit über Galaktische Dynamik und Planetarische Nebel bekannt und arbeitete an der Purkyne-Universität in Brünn sowie von 1968 bis 1975 als Direktor am Astronomischen Institut des Tschechoslowakischen Akademie der Wissenschaften in Prag. Anschließend war er Chef der Raumfahrtabteilung im UN-Sekretariat. Er war von 1967 bis 1970 Generalsekretär der Internationalen Astronomischen Union und Präsident der International Astronautical Federation.